# غلف ستريم جي 550
غلف ستريم جي 500 وجي 550 (بالإنجليزية: Gulfstream G550)‏ هي طائرة رجال الأعمال أنتجت في الولايات المتحدة. من صناعة غلف ستريم الفضائية التابعة لشركة جنرال ديناميكس. تستخدم بشكل أساسي من قبل القوات الجوية الأمريكية. دخلت الخدمة في 2004، ومازالت في الخدمة حتى الآن. صنع منها 300 طائرة، وسعر الطائرة الواحدة منها هو G500: 42 مليون دولار (2010), G550: 53.5 million (2011).
وهي إصدار مختلف من طائرة غلف ستريم الخامسة. تم صنع تسعة طائرات من الإصدار جي 500 ، و 198 من الإصدار جي 550، وهي في الخدمة الفعلية اعتبارا من يناير 2009.

## المستخدمون
- القوات الجوية الأمريكية
- بحرية الولايات المتحدة
- القوات الجوية الإسرائيلية